# Comune distrettuale di Biržai
Il comune distrettuale di Biržai è uno dei 60 comuni della Lituania, situato nella regione dell'Aukštaitija.

## Descrizione
Nel distretto si trovano le città di Biržai e Vabalninkas. Circa il 64% del territorio è sfruttato per fini agricoli, in cui rientra un certo numero di fattorie biologiche. Altra parte rientra nell’areale del Parco Regionale di Biržai e alcune aree minori protette perché siti ricchi dal punto di vista botanico e geologico.

## Amministrazione

### Centri principali
Così si configura la ripartizione dei distretti:
- 2 capoluoghi (miestas) – Biržai e Vabalninkas;
- 4 città di medie dimensioni (miestelis): Kupreliškis, Nemunėlio Radviliškis, Pabiržė e Papilys;
- 538 insediamenti minori.

Gli insediamenti più popolosi dell’area dimensioni maggiori (2001): 
- Biržai – 15262
- Vabalninkas – 1328
- Nemunėlio Radviliškis – 729
- Rinkuškiai – 703
- Medeikiai – 656
- Kirdonys – 492
- Naciūnai – 455
- Germaniškis – 429
- Parovėja – 402

### Seniūnijos

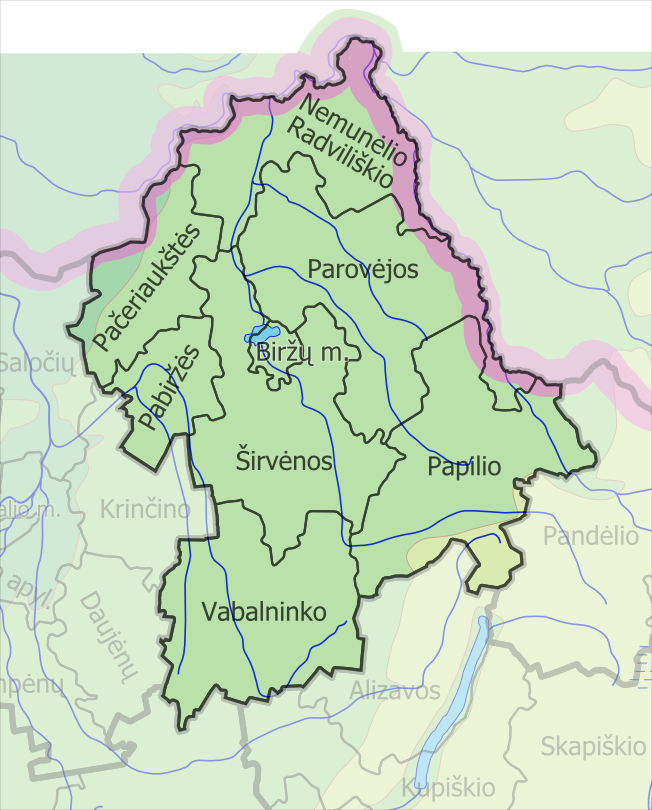
Suddivisioni delle seniūnijos

Il comune distrettuale di Rokiškis è formato da 8 seniūnijos. La principale è quella di Rokiškis:
- Biržų miesto seniūnija (Biržai)
- Nemunėlio Radviliškio seniūnija (Nemunėlio Radviliškis)
- Pabiržės seniūnija (Pabiržė)
- Pačeriaukštės seniūnija (Pačeriaukštė)
- Papilio seniūnija (Papilys)
- Parovėjos seniūnija (Parovėja)
- Širvėnos seniūnija (Biržai)
- Vabalninko seniūnija (Vabalninkas)

## Galleria d’immagini

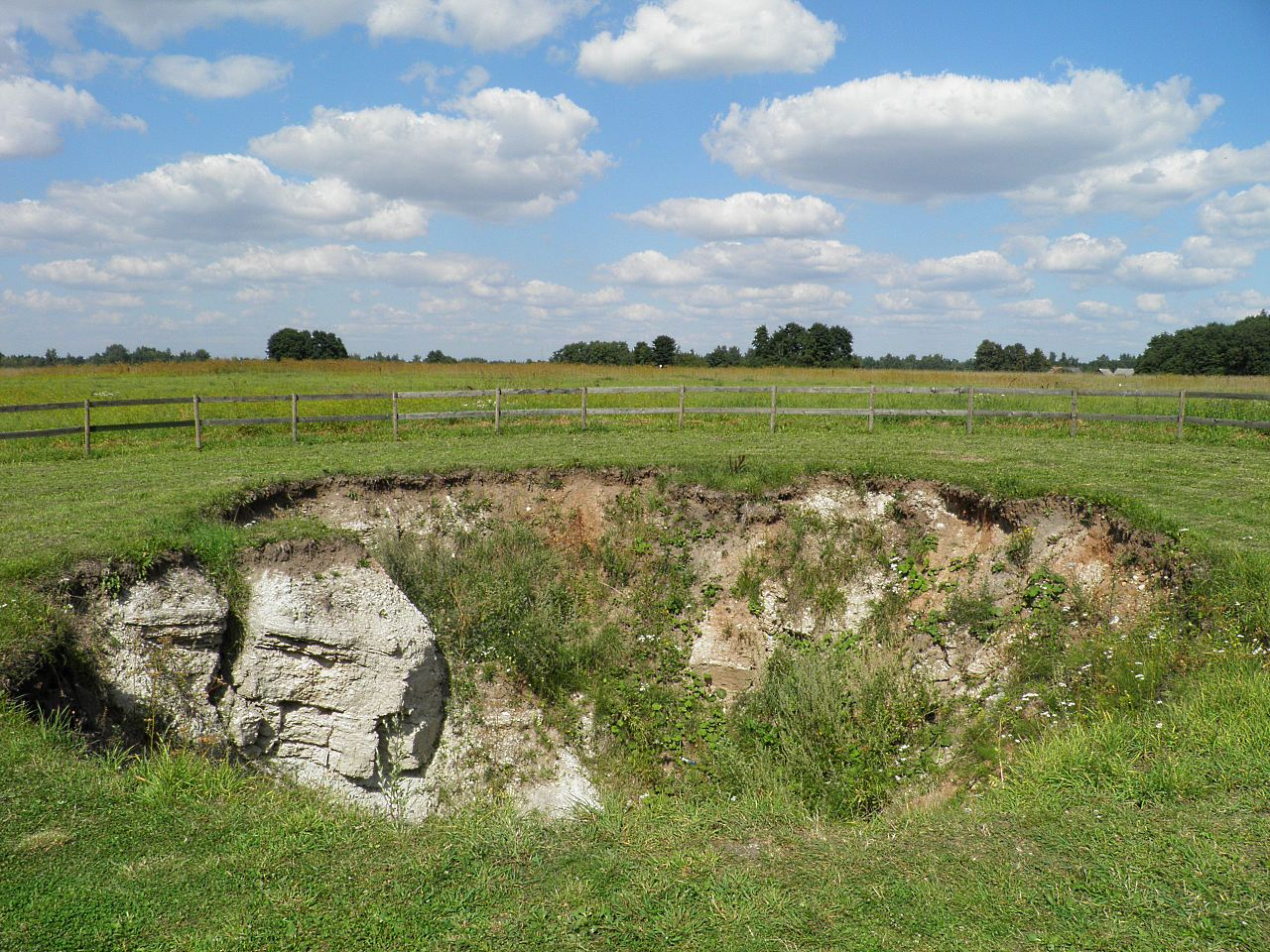
Morena
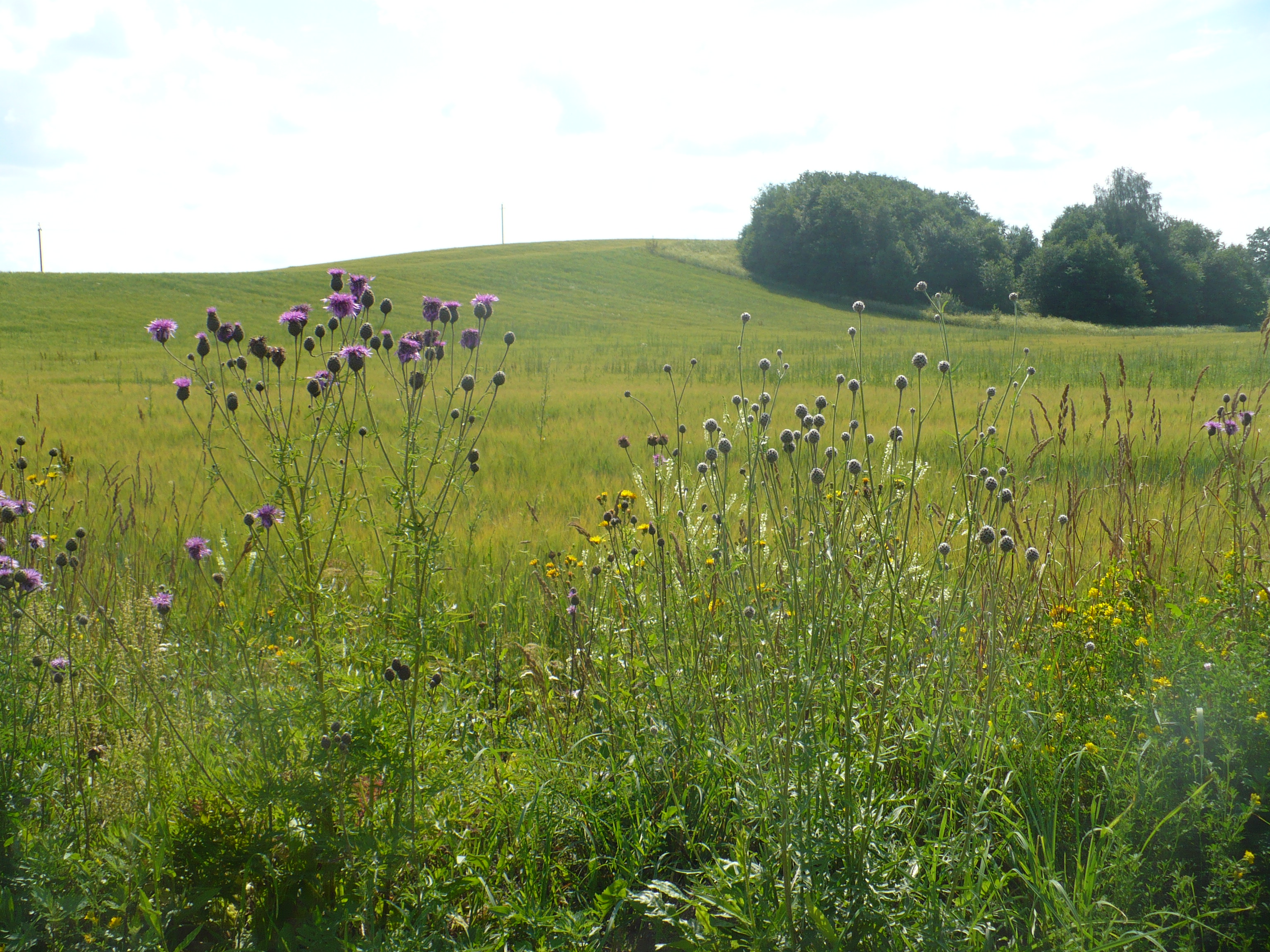
Paesaggio tipico del distretto
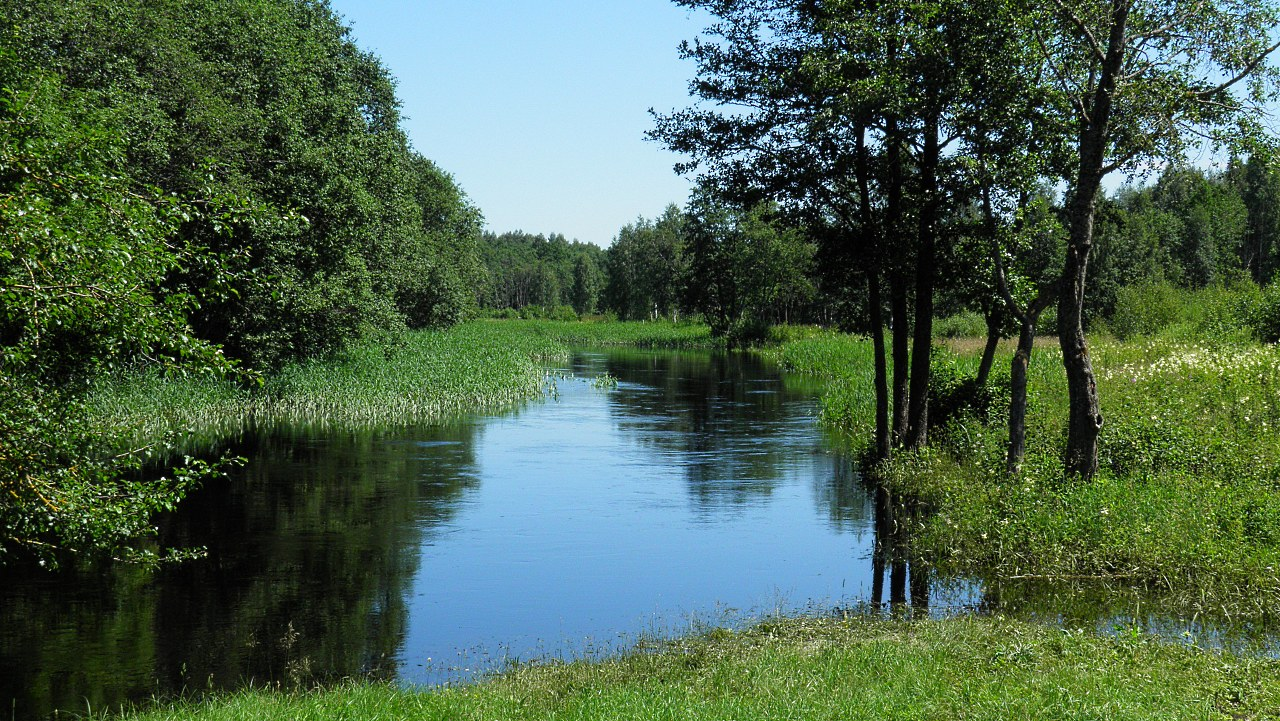
Fiume Nemunėlis
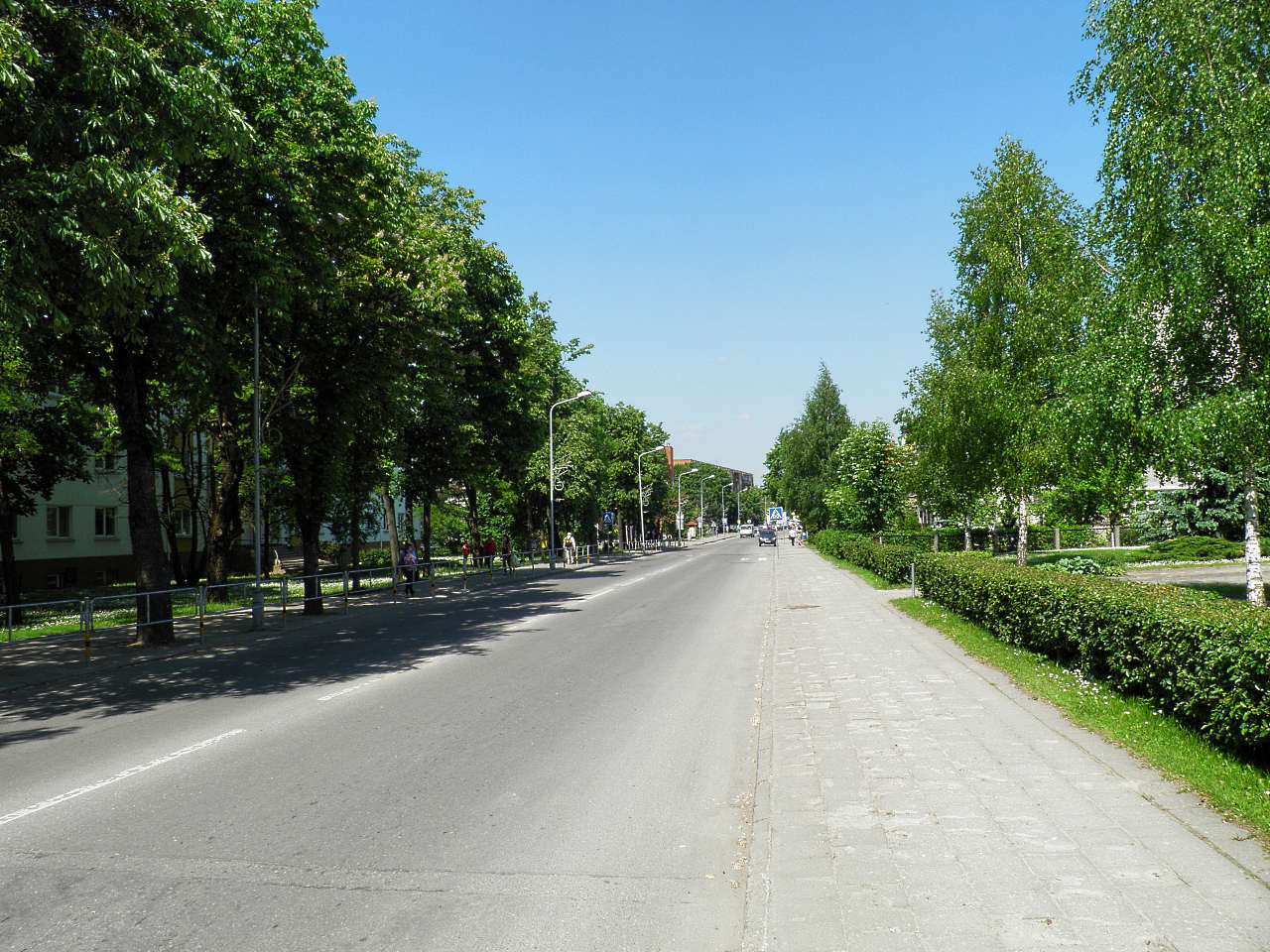
Viale cittadino presso Biržai
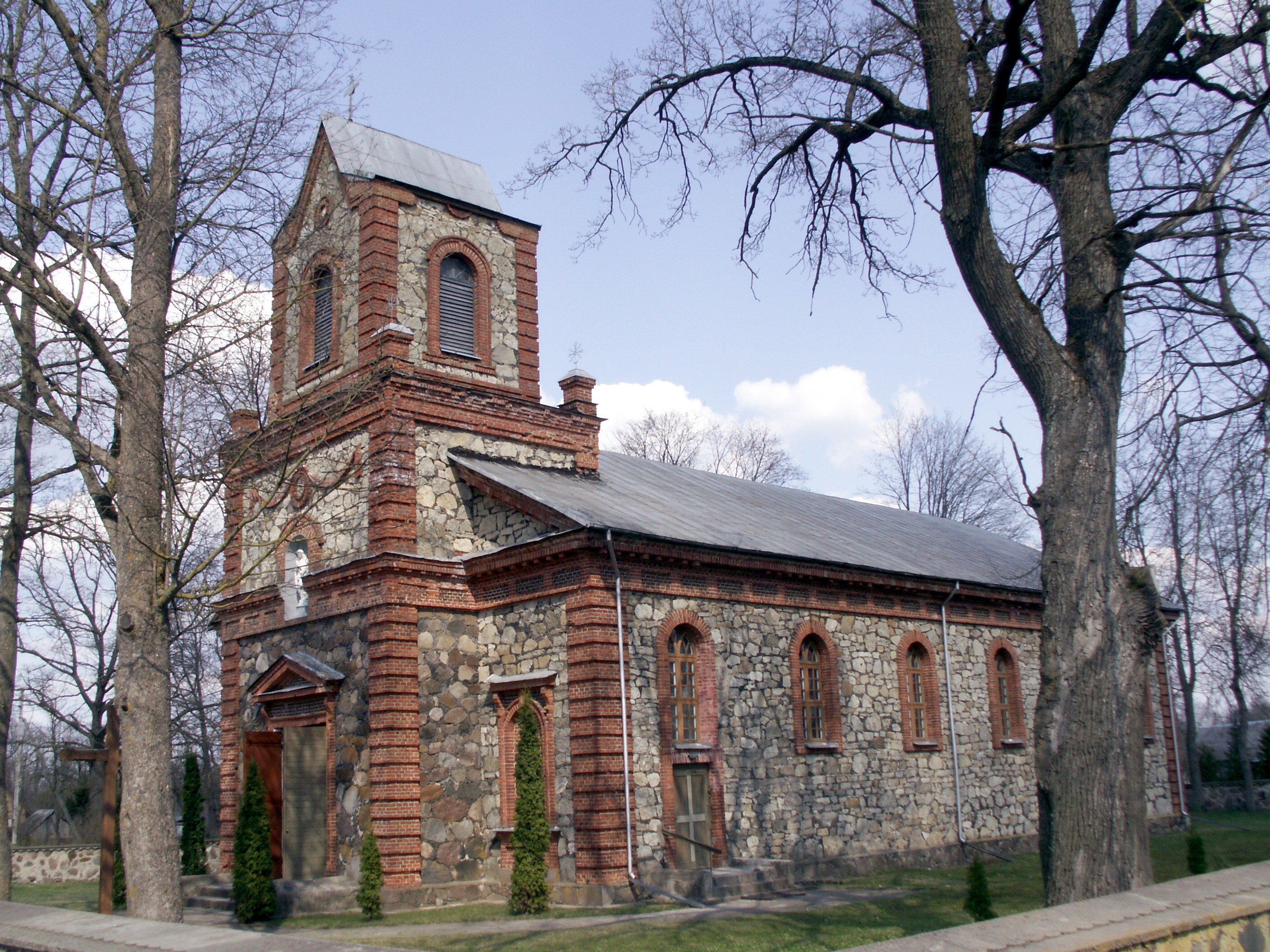
Chiesa di Santa Maria di Nemunėlio Radviliškis